# Tomasz Kuszczak
Tomasz Mirosław Kuszczak (pronunciaciónⓘ) (Krosno Odrzańskie, Polonia, 20 de marzo de 1982) es un exfutbolista polaco que jugaba como arquero.
Durante cinco años fue el arquero suplente del Manchester United, por detrás de Edwin Van der Sar. En una entrevista, realizada en junio de 2020, mencionó que había decidido retirarse, tras salir del Birmingham City al término de la temporada 2018-19.

## Carrera
Durante su juventud, Kuszczak jugó en las categorías inferiores del Śląsk Wrocław polaco, así como para los clubes alemanes KFC Uerdingen 05 y Hertha Berlín.
Kuszczak fichó por el Hertha Berlín en 2001, estando sin contrato con el equipo.  En ese momento, el entrenador del West Bromwich, Gary Megson, lo contrató el 14 de julio de 2004. Hasta entonces, había jugado dos partidos a nivel de selección con Polonia, debutando en el del 11 de diciembre de 2003 contra Malta.
El 18 de septiembre de 2004, debutó en la Premier League contra el Fulham, en un partido que terminó en un empate 1-1. Luego jugó en el partido de la Football League Cup contra F.C. United Colchester el 21 de septiembre de 2004, en el que Albion perdió por 1-2.
Destacado es su partido contra Manchester United en la penúltima fecha de la temporada 2004-2005, con el elenco defendido por Kuszczak peleando el descenso. Pero el polaco hizo una actuación notable, teniendo que ingresar luego de que el arquero Russell Hoult se lesionara en el primer tiempo. El West Brom empató 1-1, con Kuszczak sin recibir goles durante el tiempo que jugó. La semana siguiente, en el último partido de la temporada contra el Portsmouth, Kuszczak tendría otra destacada actuación, permitiendo al West Brom ganar 2-0, logrando que el equipo permanezca en la máxima categoría del fútbol inglés.
En la temporada 2005-06, Kuszczak fue el arquero suplente, detrás de Chris Kirkland. Con Kirkland lesionado, Kuszczak disputó su primer partido de Premier League de la temporada el 30 de octubre del 2005, pero no pudo evitar que el Newcastle United ganara 3-0. A pesar de la recuperación de Kirkland, las actuaciones de Kuszczak mejoraron, por lo que siguió siendo el portero titular.
Debido a sus buenas actuaciones para el West Brom, aunque el equipo terminaría descendiendo, fue convocado a la selección de Polonia para el Mundial de Alemania 2006. Sin embargo, en un partido de preparación de la Copa del Mundo entre Polonia y Colombia el 30 de mayo de 2006, el arquero colombiano Neco Martínez le convirtió un gol de arco a arco.  Por ello, lo apodaron “Kuszczak - Puszczak” (derivado del polaco “puszczać”: “dejar pasar”) y terminó como suplente de Artur Boruc durante el Mundial.
El 10 de agosto de 2006, Kuszczak fue oficializado como fichaje del Manchester United en un trueque que implicaba la transferencia del portero Luke Steele y del defensor Paul McShane al West Bromwich Albion. 
Kuszczak debutó en el Manchester United el día 17 de septiembre de 2006 contra el Arsenal, tapando un penal a Gilberto Silva. Sin embargo, el United caería 1-0. 

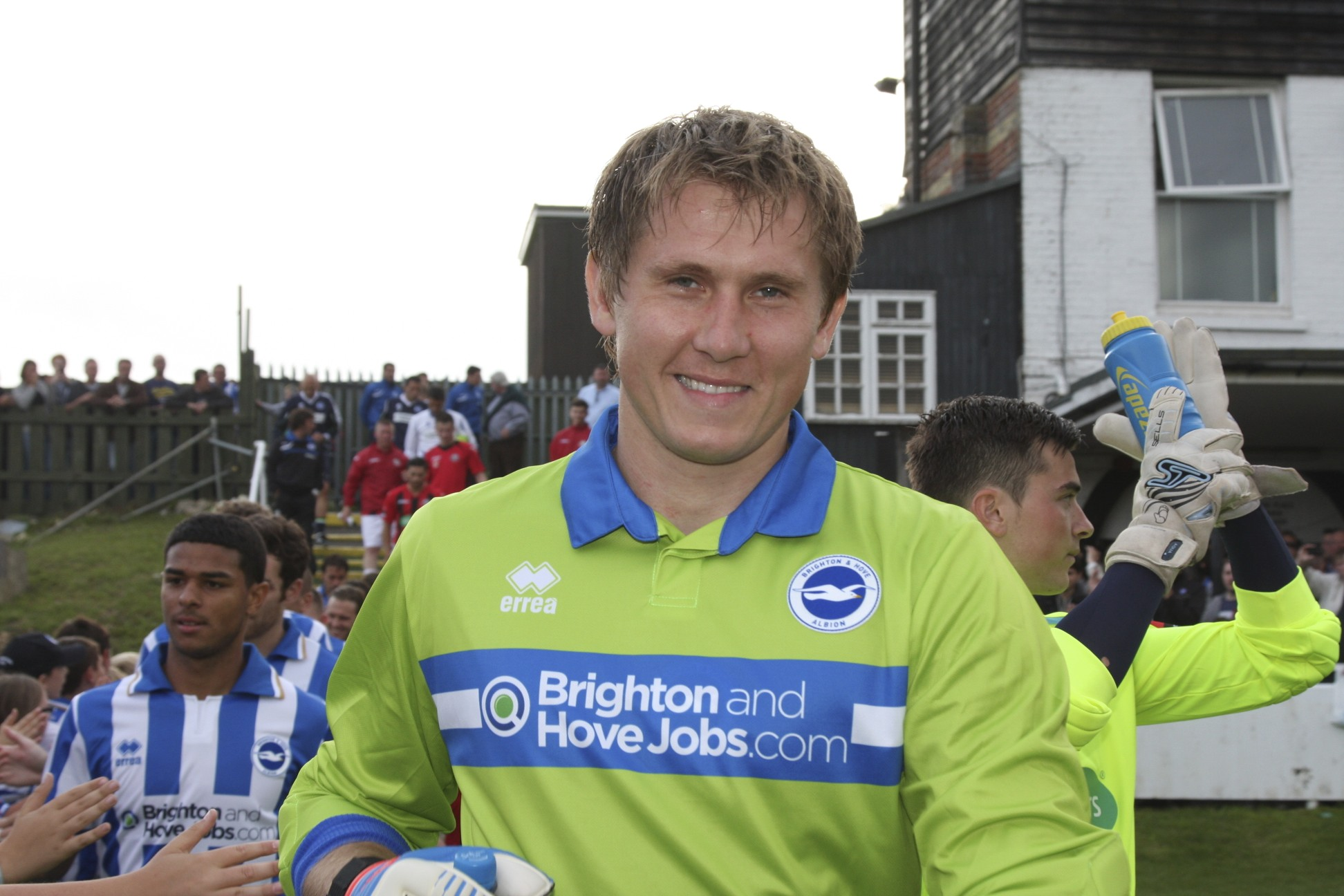
Tomasz Kuszczak en Brighton, 2012

En febrero de 2012 el guardameta polaco abandonó el Manchester United y se incorporó hasta el final de la temporada 2011-12, al Watford.
Luego, formaría parte de Brighton & Hove Albion, Wolverhampton Wanderers y del Birmingham City, donde se retiraría.

## Clubes
| Club                             | País       | Año       |
| -------------------------------- | ---------- | --------- |
| Hertha de Berlín II              | Alemania   | 2000-2001 |
| Hertha de Berlín                 | Alemania   | 2001-2004 |
| West Bromwich Albion F. C.       | Inglaterra | 2004-2007 |
| Manchester United F. C. (cedido) | Inglaterra | 2006-2007 |
| Manchester United F. C.          | Inglaterra | 2007-2012 |
| Watford F. C. (cedido)           | Inglaterra | 2012      |
| Brighton & Hove Albion F. C.     | Inglaterra | 2012-2014 |
| Wolverhampton Wanderers F. C.    | Inglaterra | 2014-2015 |
| Birmingham City F. C.            | Inglaterra | 2015-2019 |

## Palmarés

### Títulos nacionales
| Título                        | Club                    | País       | Año     |
| ----------------------------- | ----------------------- | ---------- | ------- |
| Premier League                | Manchester United F. C. | Inglaterra | 2006-07 |
| Community Shield              | Manchester United F. C. | Inglaterra | 2007    |
| Premier League                | Manchester United F. C. | Inglaterra | 2007-08 |
| Community Shield              | Manchester United F. C. | Inglaterra | 2008    |
| Copa de la Liga de Inglaterra | Manchester United F. C. | Inglaterra | 2008-09 |
| Premier League                | Manchester United F. C. | Inglaterra | 2008-09 |
| Copa de la Liga de Inglaterra | Manchester United F. C. | Inglaterra | 2009-10 |
| Community Shield              | Manchester United F. C. | Inglaterra | 2010    |
| Premier League                | Manchester United F. C. | Inglaterra | 2010-11 |
| Community Shield              | Manchester United F. C. | Inglaterra | 2011    |

### Títulos internacionales
| Título                            | Club                    | País  | Año     |
| --------------------------------- | ----------------------- | ----- | ------- |
| Liga de Campeones de la UEFA      | Manchester United F. C. | Rusia | 2007-08 |
| Copa Mundial de Clubes de la FIFA | Manchester United F. C. | Japón | 2008    |